# Klipper (Einheit)
Klipper war auf den Inseln der Färöer ein Stück- und Zählmaß im Handel mit Rauchwaren. Es war dem englischen Maß Timber gleich. Der Zweitname war Zimmer, er wurde auch Vierziger und Decher Zehntling genannt (Zimmer ist auch der deutsche Name und ebenfalls ein Zweitname im Englischen).
- 1 Klipper/Zimmer = 40 Stück (Felle)
- 1 Klipper = 4 Decher